# Zespół Opitza-G
Zespół Opitza-G (zespół G, zespół BBB, ang. Opitz-G Syndrome) – rzadki, genetycznie uwarunkowany zespół wad wrodzonych, które są zlokalizowane wzdłuż pośrodkowej linii ciała.  Zespół opisał John Marius Opitz i wsp. w 1969 roku, a nazwa została utworzona od nazwiska badacza oraz pierwszych liter nazwisk pacjentów u których stwierdzono to schorzenie.

## Synonimy
Przez lata opisano wiele przypadków pacjentów z zespołem Opitza-G, co doprowadziło do dużego zamieszania w kwestii nazewnictwa choroby. Uważa się obecnie, że jedną jednostkę chorobową stanowią następujące zespoły:
- zespół G (G Syndrome)
- zespół spodziectwo-dysfagia (Hypospadias-Dysphagia Syndrome)
- zespół Opitza-Friasa (Opitz-Frias Syndrome)
- zespół Opitza-G typu II (Opitz-G Syndrome, type II, OGS2)
- zespół BBB (BBB Syndrome)
- zespół hiperteloryzm-spodziectwo (Hypotelorism-Hypospadias Syndrome)
- zespół telekantus-spodziectwo (Telecanthus-Hypospadias Syndrome)
- zespół GBBB (GBBB Syndrome)
- zespół oczno-genitalno-krtaniowy Opitza (Opitz Oculo-Genito-Laryngeal Syndrome)

## Epidemiologia
Zespół Opitza-G dotyczy głównie płci męskiej. Częstość występowania postaci związanej z chromosomem X wynosi od 1:50 000 do 1:100 000. Częstość występowania postaci autosomalnej dominującej nie została ustalona, a częstość mikrodelecji 22q11.2 wynosi 1:4000.

## Etiologia
Postać zespołu Opitza-G dziedzicząca się w sprzężeniu z płcią jest spowodowana przez mutację genu MID1 (krótkie ramię chromosomu X), który jest odpowiedzialny za kodowanie białka midline-1 (ligaza ubikwityny E3 związanej z mikrotubulami). Zespół charakteryzuje się, bardzo dużą zmiennością klinicznej symptomatologii wśród pacjentów z tym rodzajem mutacji.
Postać zespołu Opitza-G dziedzicząca się w sposób autosomalny dominujący związana jest z delecją w obrębie genu SPECC1L  na chromosomu 22. 

## Objawy i przebieg
Na obraz kliniczny zespołu składają się:
- nieprawidłowości ustawienia gałek ocznych (hiperteloryzm abo telekantus)
- rozszczep krtaniowo-tchawiczo-przełykowy
- rozszczep podniebienia, rozszczep wargi, rozszczep języczka
- trudności w przełykaniu
- nieprawidłowości narządów płciowych (zwłaszcza spodziectwo u chłopców i wady warg sromowych większych u dziewczynek)
- opóźnienie umysłowe
- wrodzone wady serca